# Paulina García
Paulina García (Santiago, 27 de novembro de 1960) é uma atriz chilena, diretora de teatro e dramaturga.

## Biografia
García estreou na televisão com um pequeno papel na telenovela Los títeres (1984), mas logo foi conhecida por sua direção teatral e por suas várias apresentações em filmes como Tres noches de un sábado (2002), Cachimba (2004), Casa de Remolienda (2007) e Gloria (2013).
García recebeu quatro indicações para o Premio Altazor de las Artes Nacionales, vencendo em uma ocasião, e três para os Prêmios APES - os Prêmios de Artes e Entretenimento dos Críticos de Cinema do Chile, vencendo duas vezes. Em fevereiro de 2013, ganhou o prestigiado Urso de Prata de Melhor Atriz no Festival Internacional de Cinema de Berlim por sua atuação no filme Gloria, dirigido por Sebastián Lelio. Em 2016, ela apareceu no filme de Ira Sachs, Little Men.